# Sommariva Perno
Sommariva Perno is een gemeente in de Italiaanse provincie Cuneo (regio Piëmont) en telt 2800 inwoners (31-12-2004). De oppervlakte bedraagt 17,4 km², de bevolkingsdichtheid is 161 inwoners per km².
De volgende frazioni maken deel uit van de gemeente: Valle Rossi, San Giuseppe, Villa.

## Demografie
Sommariva Perno telt ongeveer 1122 huishoudens. Het aantal inwoners steeg in de periode 1991-2001 met 15,2% volgens cijfers uit de tienjaarlijkse volkstellingen van ISTAT.
| Jaar | Inwoneraantal |
| ---- | ------------- |
| 1991 | 2279          |
| 2001 | 2626          |

## Geografie
De gemeente ligt op ongeveer 389 m boven zeeniveau.
Sommariva Perno grenst aan de volgende gemeenten: Baldissero d'Alba, Corneliano d'Alba, Monticello d'Alba, Pocapaglia, Sanfrè, Sommariva del Bosco.